# Elezioni presidenziali in Kazakistan del 2011
Le elezioni presidenziali in Kazakistan del 2011 si tennero il 3 aprile.

## Risultati
| Candidati           | Partiti                                   | Voti      | %     |
| ------------------- | ----------------------------------------- | --------- | ----- |
| Nursultan Nazarbaev | Nur Otan                                  | 7 850 958 | 95,55 |
| Ghani Qasymov       | Partito dei Patrioti del Kazakistan       | 159 036   | 1,94  |
| Zhambyl Akhmetbekov | Partito Popolare Comunista del Kazakistan | 111 924   | 1,36  |
| Mels Eleusizov      | Tabighat                                  | 94 452    | 1,15  |
| Totale              | Totale                                    | 8 216 370 | 100   |